# 검은볼로쥐
검은볼로쥐(Necromys obscurus)는 비단털쥐과에 속하는 남아메리카 설치류이다. 두 종의 아종이 알려져 있다. 아종 스카글리아룸(N. o. scagliarum)은 아르헨티나 부에노스아이레스주 동부와 중부 일부 지역에서 발견되고, 아종 옵스쿠루스(N. o. obscurus)는 우루과이 남부 해안가에서 발견된다.

## 특징
검은볼로쥐는 볼로쥐속에서 가장 큰 종으로 몸길이가 약 110mm, 꼬리 길이 75mm이다. 털은 상당히 길고 반들반들 윤기가 난다. 등 쪽은 짙은 갈색부터 갈색빛 검은색까지 띠며, 검은 바탕에 털 끝이 검고 털 가운데 부분이 희미한 "아구티" 모양의 털을 갖고 있다. 뺨과 옆구리는 오렌지색 또는 담황색 색조를 띠고, 배 쪽은 회색이며 털 끝이 누르스름하다. 꼬리 윗면은 진한 갈색이고 아랫면은 회색이다. 손 윗면은 검고 발 위는 일부 담황색 털과 함께 검은 털이 섞여 있다.

## 아종
2종의 아종이 알려져 있다.
- N. o. scagliarum
- N. o. obscurus

## 분포 및 서식지
검은볼로쥐는 떨어져 있는 2곳에서 발견된다. 우루과이 남부 해안가 지역과 아르헨티나 부에노스아이레스주 동부 내륙과 해안 지역이다. 화석 기록에 의하면 한때 아르헨티나에 더 널리 분포했다. 서식지는 초원과 경작지 가장자리, 강가 근처 습윤 지대, 구릉 지대 암반 지역이다.

## 생태
검은볼로쥐는 대체로 주행성 동물이며, 보통 땅 위에서 생활하지만 굴을 파는 행동을 하기도 한다. 잡식성 동물로 귀뚜라미와 딱정벌레 같은 작은 무척추동물과 식물을 먹는다.

## 보전 상태
검은볼로쥐는 분포 지역 안에서 파편적으로 발견된다. 상당히 흔한 종이지만 목초지에서의 교란에 대한 내성이 없는 것으로 보인다. 국제 자연 보전 연맹(IUCN)이 보전 등급을 "준취약종"으로 분류하고 있다.